# Bauhinia bicolor
Bauhinia bicolor är en ärtväxtart som beskrevs av David Nathaniel Friedrich Dietrich. Bauhinia bicolor ingår i släktet Bauhinia och familjen ärtväxter. Inga underarter finns listade i Catalogue of Life.